# Kristens Putins
Kristens Putins (Riga, 11 gennaio 1995) è uno slittinista lettone.

## Biografia
Ha iniziato a gareggiare nel 2009 per la nazionale lettone nelle varie categorie giovanili sia nella specialità del singolo (sino al 2010) che in quella del doppio, in quest'ultima da sempre in coppia con Imants Marcinkēvičs, con una parentesi (stagioni 2013/14, 2014/15 e 2015/16) in cui gareggiò con Kārlis Krišs Matuzels; con quest'ultimo ha vinto una medaglia d'oro ai mondiali juniores di Lillehammer 2015 nella gara a squadre più altre tre d'argento conquistate agli europei di categoria: una a squadre colta a Sigulda 2014 e le altre due vinte a Oberhof 2015 sia nel doppio che nella staffetta; con Marcinkēvičs aveva invece partecipato alla prima edizione dei Giochi olimpici giovanili invernali di Innsbruck 2012, dove furono settimi nel doppio e sesti nella gara a squadre.

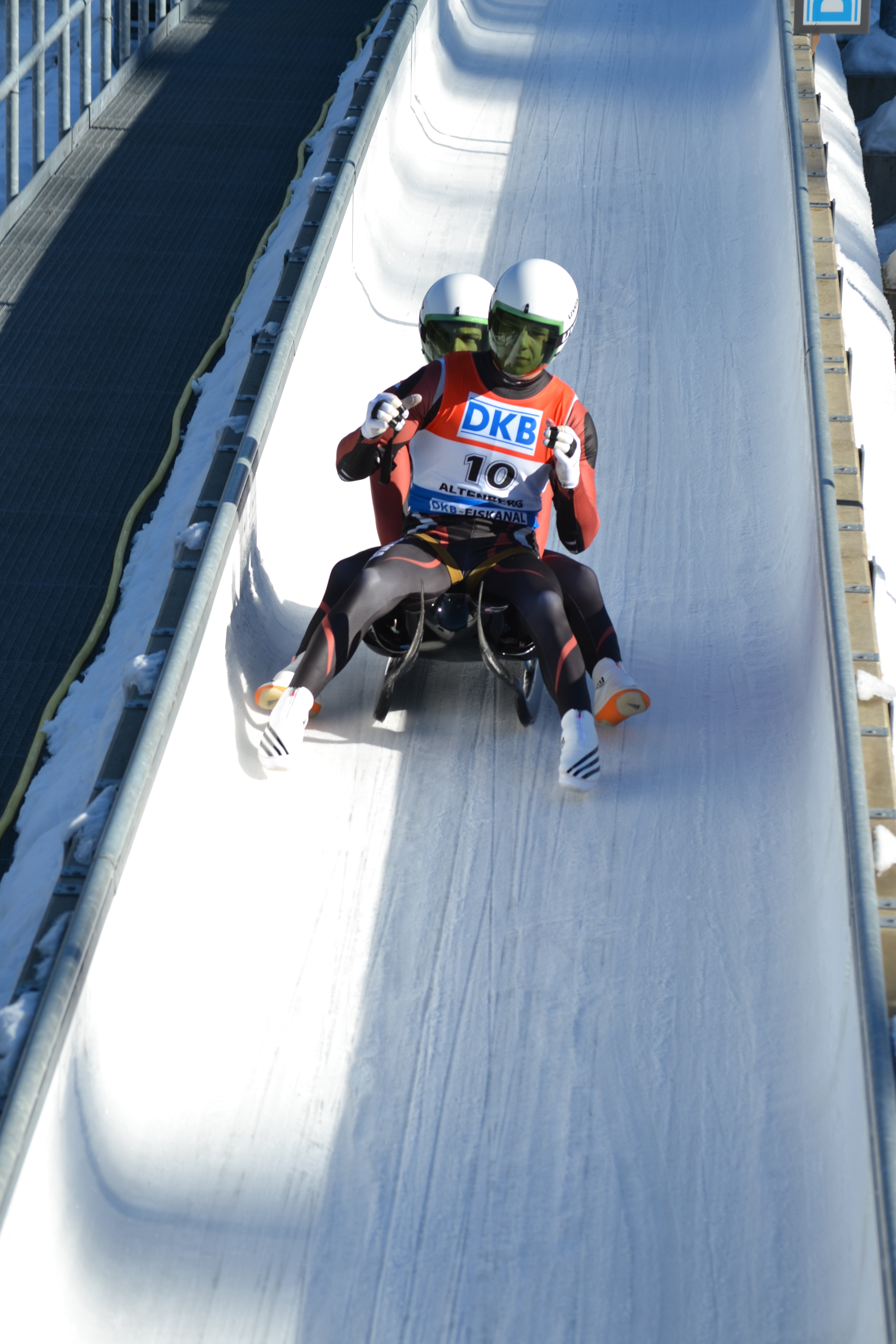
Putins (davanti) e Matuzels durante la Nations Cup ad Altenberg nel 2015

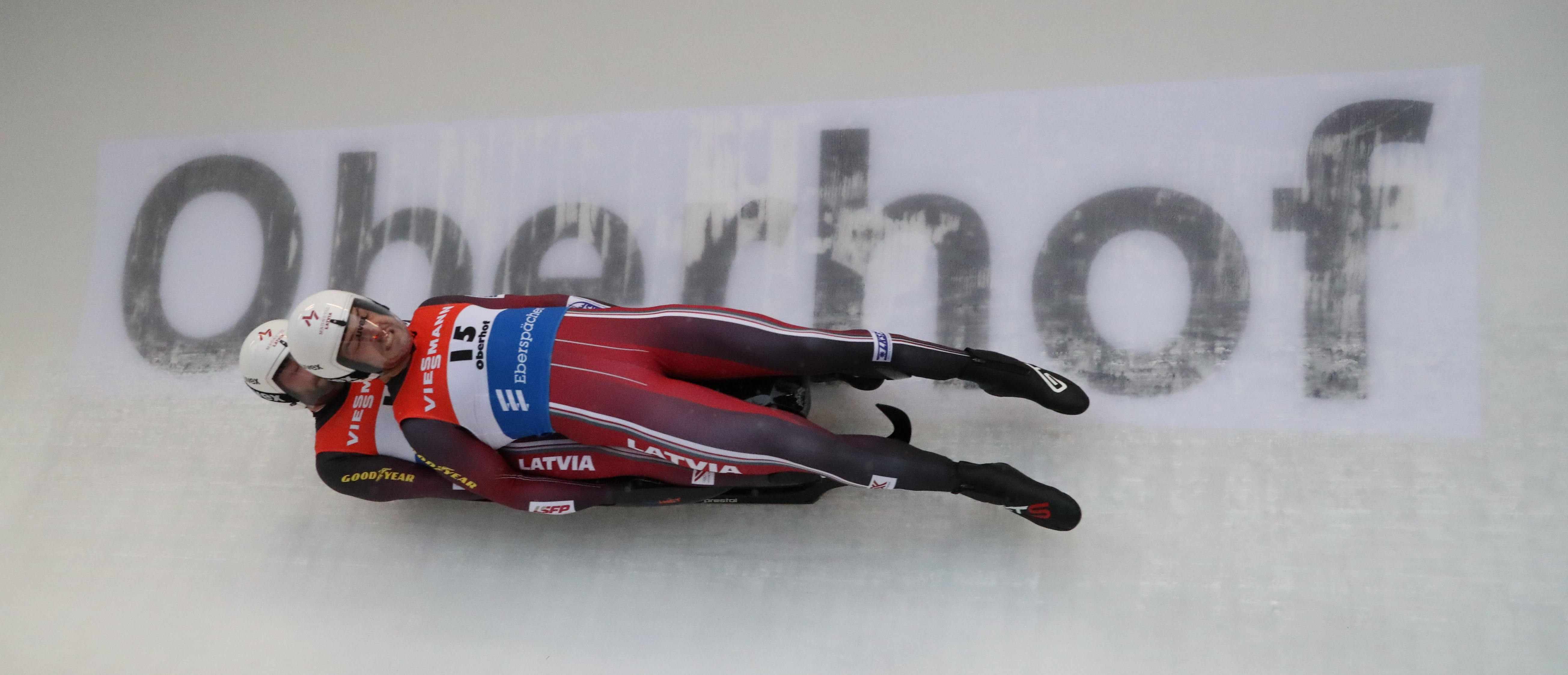
Putins (davanti) e Marcinkēvičs in gara a Oberhof nel 2020

A livello assoluto esordì in Coppa del Mondo della stagione 2015/16, il 28 novembre 2015 a Innsbruck, dove giunse tredicesimo nel doppio, mentre dalla stagione seguente riprese nuovamente il sodalizio con Marcinkēvičs; ottenne il suo primo podio nonché la sua prima vittoria il 26 gennaio 2020 a Sigulda, nella sesta tappa della stagione 2019/20, imponendosi nel doppio sprint. In classifica generale come miglior risultato si è piazzato al settimo posto nel doppio nel 2018/19.
Ha altresì preso parte a quattro edizioni dei campionati mondiali. Nel dettaglio i suoi risultati nelle prove iridate sono stati, nel doppio: ventiquattresimo a Schönau am Königssee 2016, diciottesimo a Innsbruck 2017, nono a Winterberg 2019 e sedicesimo a Soči 2020; nel doppio sprint: dodicesimo a Winterberg 2019 e tredicesimo a Soči 2020. Nell'edizione del 2017 ha inoltre conseguito la medaglia di bronzo nel doppio nella speciale classifica riservata agli atleti under 23. 
Agli europei ha invece totalizzato quale miglior piazzamento il sesto posto nel doppio, raggiunto nella rassegna di Oberhof 2019.

## Palmarès

### Mondiali under 23
- 1 medaglia:
  - 1 bronzo (doppio a Innsbruck 2017).

### Mondiali juniores
- 1 medaglia:
  - 1 oro (gara a squadre a Lillehammer 2015).

### Europei juniores
- 3 medaglie:
  - 3 argenti (gara a squadre a Sigulda 2014; doppio, gara a squadre a Oberhof 2015).

### Coppa del Mondo
- Miglior piazzamento in classifica generale nel doppio: 7º nel 2018/19.
- 1 podio (nel doppio sprint):
  - 1 vittoria.

#### Coppa del Mondo - vittorie
| Data            | Luogo   | Paese    | Disciplina                            |
| --------------- | ------- | -------- | ------------------------------------- |
| 26 gennaio 2020 | Sigulda | Lettonia | Doppio sprint con Imants Marcinkēvičs |

### Coppa del Mondo juniores
- Miglior piazzamento in classifica generale nel doppio: 7º nel 2014/15.

### Coppa del Mondo giovani
- Miglior piazzamento in classifica generale nel singolo: 19º nel 2009/10.
- Miglior piazzamento in classifica generale nel doppio: 4º nel 2010/11.